# Faranah
Faranah är en regionhuvudort i Guinea.   Den ligger i prefekturen Faranah och regionen Faranah, i den centrala delen av landet, 300 km öster om huvudstaden Conakry. Faranah ligger 433 meter över havet och antalet invånare är 9 350.
Terrängen runt Faranah är huvudsakligen platt. Faranah ligger nere i en dal. Runt Faranah är det glesbefolkat, med 14 invånare per kvadratkilometer. Det finns inga andra samhällen i närheten. I omgivningarna runt Faranah växer huvudsakligen savannskog.